# 定日黄耆
定日黄耆（学名：Astragalus tingriensis）是豆科黄芪属的植物，为中国的特有植物。分布于中国大陆的西藏等地，生长于海拔4,500米的地区，常生于山谷沙地裂隙中，目前尚未由人工引种栽培。